# Gare de Merrey
Gare de Merrey vasútállomás Franciaországban, Merrey településen.

## Vasútvonalak
Az állomást az alábbi vasútvonalak érintik:
- Merrey–Hymont - Mattaincourt-vasútvonal

## Kapcsolódó állomások
A vasútállomáshoz az alábbi állomások vannak a legközelebb:
- Gare de Damblain
- Gare de Culmont - Chalindrey
- Gare de Neufchâteau